# بيلا (أغنية غيمس)
بيلا (بالفرنسية: Bella)‏ وهي إصدار منفرد لمغني الراب الكونغولي غيمس، تم إصدارها في 6 مايو 2013 وهي الأغنية المنفردة لألبومه الأول سابليمينال. تقدر أعداد المشاهدة على موقع يوتيوب في ديسمبر 2019 بـ430 مليون مشاهدة.

## التكوين
في مقابلة، يؤكد ميتغ غيمس أن عمل هذه الأغنية يعود إلى عام 2009: «بيلا تعود إلى ألبوم سحق الرأس لفرقة سكسيون داسوت. الموسيقى الإسبانية، أحب الريغيتون وبدا هكذا. غنيت للآخرين، أحبها الجميع. كانت الأغنية ناجحة قبل وجودها، وضعتني تحت الضغط. كان الناس يتوقعون شيئًا مجنونًا. لقد تم العمل على مدى عدة سنوات على هذا العنوان، فقد تجاوزت العصور وتطورت. ولد في عام 2013، لديه قصة. كان صوتًا صعبًا، لم يكن التمرير عليه سهلاً. كان هناك هذيان بين الريغي والصلصا. لم يكن أحد يتوقع مني صوتًا كهذا». ميتغ غيمس

## فيديو كليب
تم تصوير الفيديو الموسيقي وتم تصويره في مربلة، وهو منتجع فخم على شاطئ البحر في الأندلس بإسبانيا. يمكننا أن نرى على وجه الخصوص ساحات مصارعة الثيران في المدينة. تم تفسير شخصية «بيلا» الممثلة في المقطع بواسطة كيلي فيدوفيلي. لامبورغيني المستخدمة في المقطع هي مورسيلاغو صفراء. الأغنية التي كتبها دي جي كايز، التي صدرت في يوليو 2016، تأخذ بعض الكلمات من بيلا: «لقد ردت على اسم ماربيا، وردت على اسم بيلا».

## التصنيف والشهادات

### التصنيف الأسبوعي
| التصنيف                                                     | أفضل مرتبة |
| ----------------------------------------------------------- | ---------- |
| تصنيف الألبومات البلجيكية (أولتراتوب فلاندرز)               | 6          |
| تصنيف الألبومات البلجيكية (أولتراتوب فلاندرز)               | 17         |
| تصنيف الألبومات البلجيكية (أولتراتوب والونيا)               | 3          |
| تصنيف الألبومات البلجيكية (أولتراتوب والونيا)               | 8          |
| تصنيف الألبومات الفرنسية (الاتحاد الوطني للنشر الفونوغرافي) | 3          |
| تصنيف الألبومات الفرنسية (الاتحاد الوطني للنشر الفونوغرافي) | 3          |
| تصنيف الألبومات الفرنسية (الاتحاد الوطني للنشر الفونوغرافي) | 3          |
| تصنيف الألبومات السويسرية (هيت باراد سويسرا)                | 25         |
| تصنيف الألبومات السويسرية (هيت باراد سويسرا)                | 4          |

| التصنيف                                                     | أفضل مرتبة |
| ----------------------------------------------------------- | ---------- |
| تصنيف الألبومات البلجيكية (أولتراتوب فلاندرز)               | 1          |
| تصنيف الألبومات الفرنسية (الاتحاد الوطني للنشر الفونوغرافي) | 57         |

### الشهادات
| الدولة | المنظمة                          | أفضل مرتبة           |
| ------ | -------------------------------- | -------------------- |
| فرنسا  | الاتحاد الوطني للنشر الفونوغرافي | الأسطوانة البلاتينية |